# Báňov
Báňov (německy Baniow) je malá vesnice a část obce Ješetice v okrese Benešov. Nachází se asi 1,5 kilometru severovýchodně od Ješetic. Báňov leží v katastrálním území Ješetice o výměře 7,24 km².

## Název
Název vesnice je odvozen z osobního jména Báň. V historických pramenech se název vsi objevuje ve tvarech: Banow (1379), de Baniowa (1408), de Baniewa in Banyewie (1445), k zbaniowu (1542) a Baniow (1670).

## Historie
První písemná zmínka o Bánovu pochází z roku 1379.

## Obecní správa
Při sčítání lidu v letech 1850–1890 byla vesnice osadou obce Smilkov, v letech 1900–1979 částí obce Ješetice. Od 1. ledna 1980 do 23. listopadu 1990 Báňov patřil jako část obce k Červenému Újezdu a od 24. listopadu 1990 je opět částí obce Ješetice.

## Další fotografie

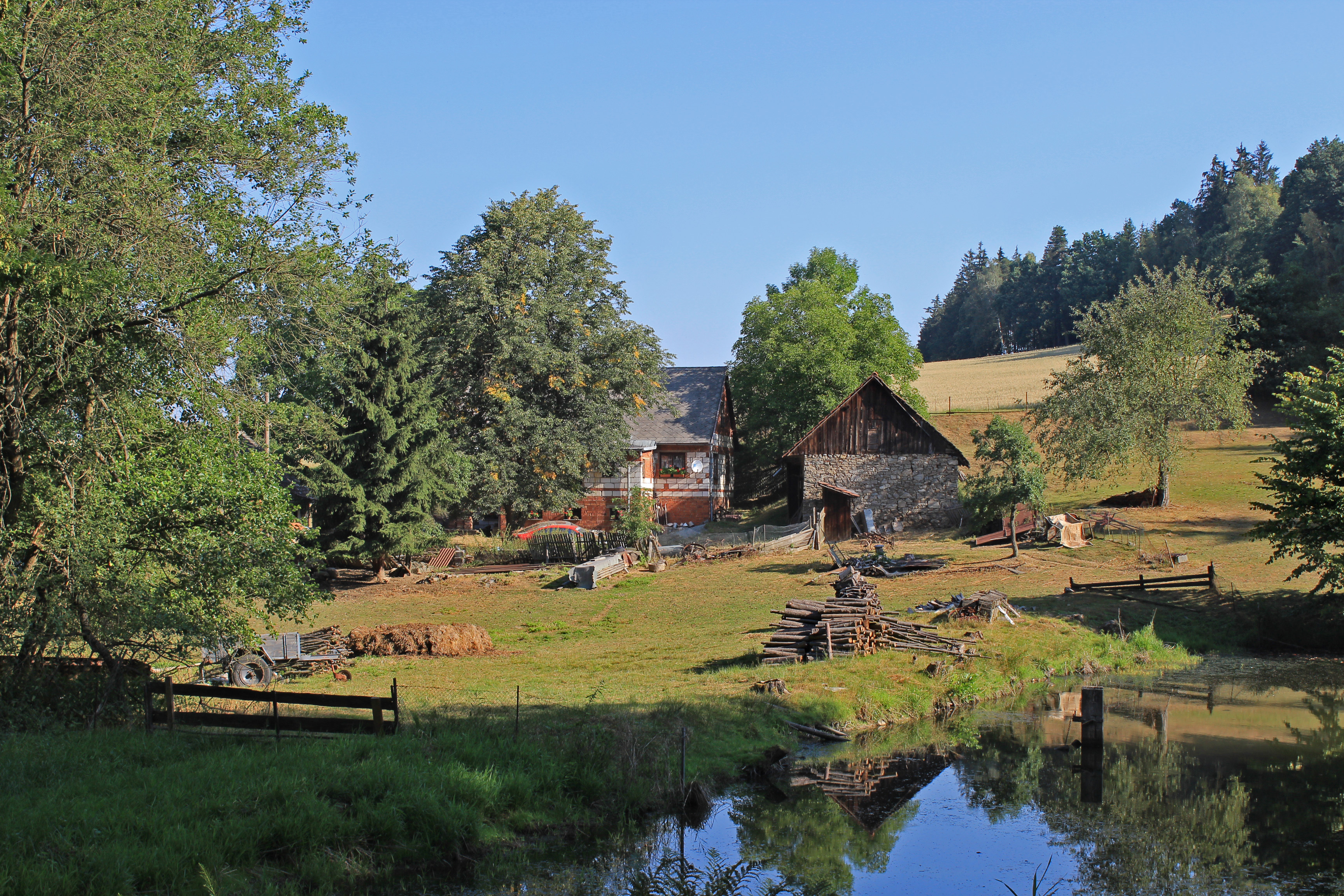
Rybník za vsí
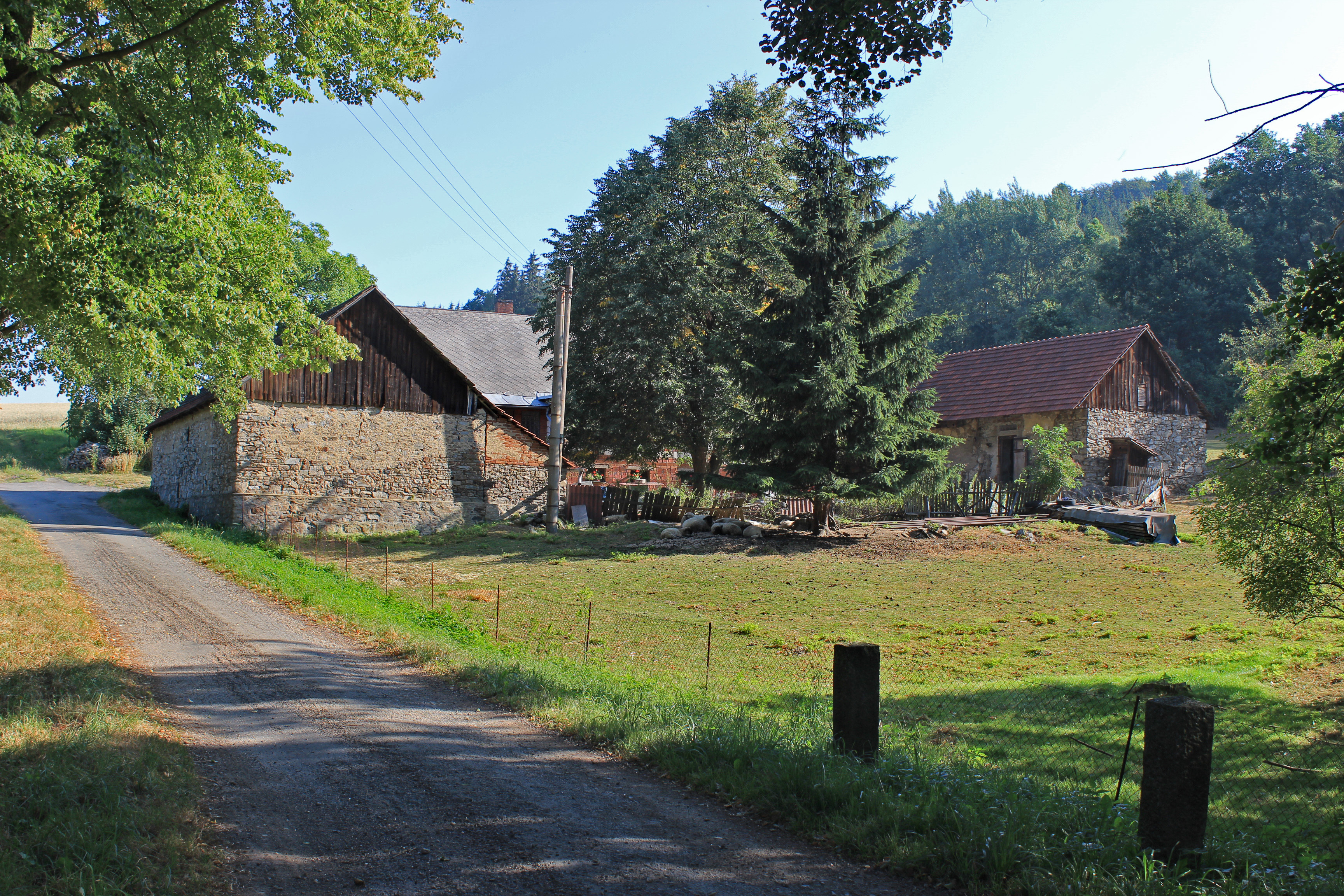
Dům čp. 1
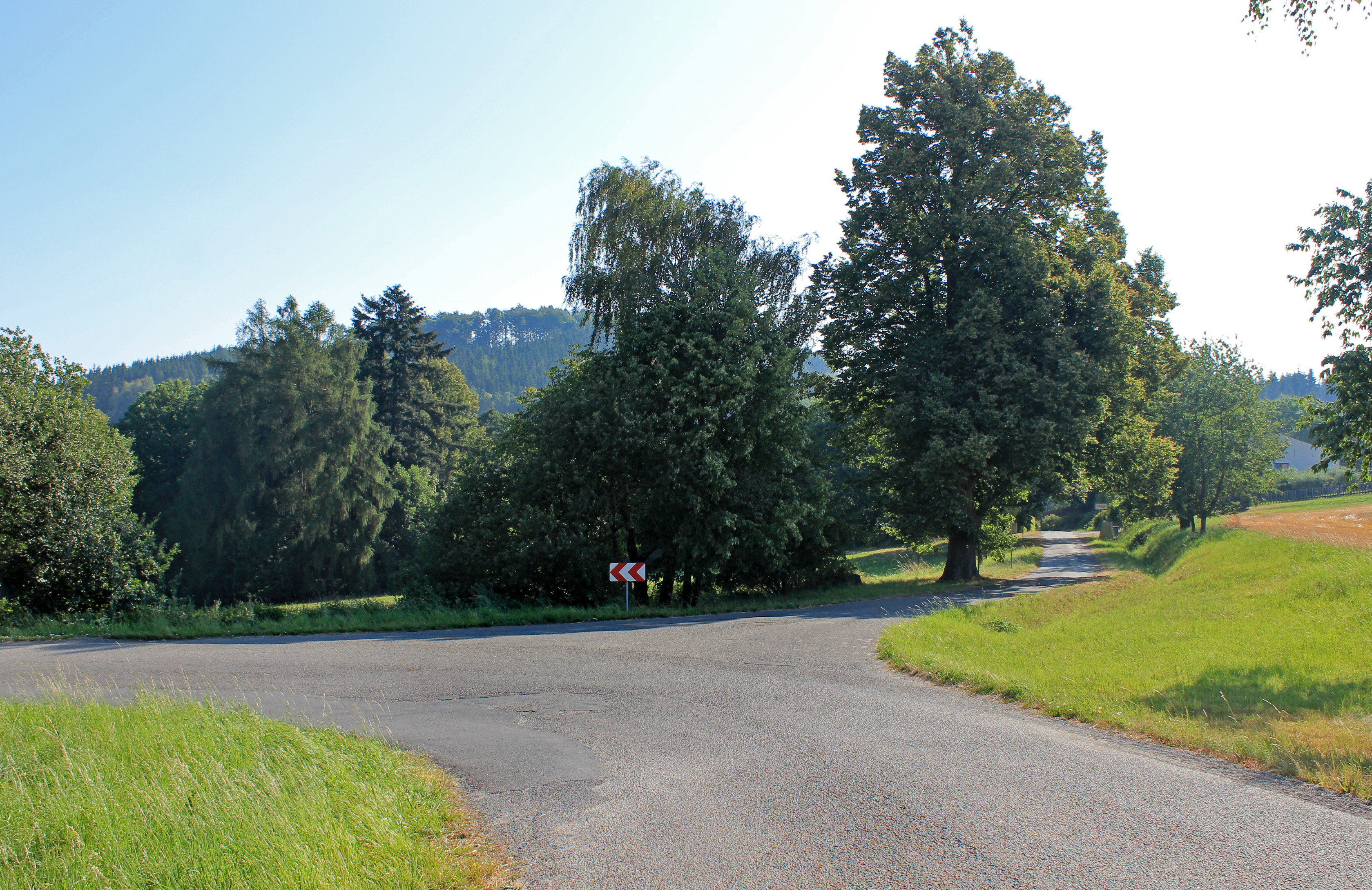
Příjezd k Báňovu (vpravo)